# 禿鷹 (電視劇)
《禿鷹》（英語：Operation Condor）是香港麗的電視製作的電視劇集，在1982年7月首播，共20集，由李兆華擔任監製，主演有徐少強、魏秋華、江濤、李影、柳影虹、金童（兼任武術指導）、孫國祥等。

## 內容
本劇以寫實拍攝手法描述一群海關人員在日常工作和生活遇到的事情。

## 主要演員
- 徐少強 飾 周耀祖
- 王　偉 飾 方家雄
- 李　影[2] 飾 董秀慧
- 金　童 飾 趙澤明
- 柳影虹[2] 飾 李真真
- 孫國祥[2] 飾 劉啟森
- 魏秋華 飾 何碧霞
- 曹達華 飾 亮叔
- 江　濤 飾 翁為漢
- 李月清 飾 周母
- 司馬華龍 飾 郭應杰
- 蕭山仁 飾 鄧發
- 鄭  雷 飾 鄭火旺

## 製作
本劇於1982年5月20日開拍，同年7月末煞科。

### 選角
本劇男主角徐少強在1979年主演《天蠶變》時與麗的電視發生糾紛，其後演變為官司。但1982年麗的由鍾景輝接掌節目製作後態度有變，當時麗的助理節目總監張之珏認為徐少強十分適合本劇，於是進行遊說，以回巢主演本劇作為庭外和解之條件。
本劇為武打演員兼武術指導金童加入麗的繼十大奇案後第二部作品。
魏秋樺所飾演的角色，麗的本屬意馬敏兒演出，但因開拍後與馬敏兒的合約談判破裂，急召正在海外演出的魏秋樺回港代替。